# Centre d'Investigació i Desenvolupament
El Centre d'Investigació i Desenvolupament (CID) és un centre de recerca del Consell Superior d'Investigacions Científiques (CSIC) fundat en 1967 al barri de Pedralbes de Barcelona. El CID ha constituït el referent de la Química del CSIC a Catalunya i de la Investigació en Química Orgànica, Bioorgànica i mediambiental.

## Antecedents
El referent principal de la història del CID és sense cap dubte el Dr. Josep Pascual i Vila (1895-1979). La seva col·laboració, realitzada en el marc del CSIC, li va permetre crear dins la Càtedra de Química Orgànica de la Universitat de Barcelona, la Secció de Química Orgànica de l'Institut d'Alonso Barba del Patronat Alfons el Savi (CSIC) que, en 1952, es transforma en Departament de Química Orgànica. Ja en 1955, es crea a Barcelona una Delegació del Patronat Juan de la Cierva del CSIC, del qual el professor Pascual Vila és nomenat president. L'anteriorment esmentat Departament de Química Orgànica de l'Institut d'Alonso Barba, en el qual destacava la seva orientació cap a la investigació bàsica a causa dels seus orígens universitaris, s'incorpora, principalment per raons econòmiques, en 1961 al Patronat Juan de la Cierva dedicat a la investigació aplicada. El 1967, la totalitat del Departament de Química Orgànica del CSIC es trasllada de la Universitat al "Centre d'Investigació i Desenvolupament" (CID - CSIC) al barri de Pedralbes i l'Institut de Química Orgànica de Barcelona, sota la direcció del Professor Pascual Vila, comença la seva singladura.

## Història
El Centre d'Investigació i Desenvolupament (CID) va ser fundat el 1967 i es va situar en el districte de Pedralbes de Barcelona, en dos edificis interconnectats, en l'actual campus de la Universitat de Barcelona.
En aquell moment, acollia l'Institut de Química Orgànica, l'Institut de Tecnologia Tèxtil i Cuir, i un Departament de Farmacologia.
Al llarg dels anys, s'han produït canvis administratius en els diferents instituts que formaven el CID per adaptar-se a l'evolució de la investigació, que sempre s'ha desenvolupat al voltant de la química en diferents camps: biologia, biomedicina, tèxtil, ambiental i agroalimentària. Des de l'any 2008, el CID va afegir al seu nom el del seu fundador, Josep Pascual Vila.
Actualment, el CID acull l'Institut de Química Avançada de Catalunya (IQAC) i l'Institut de Diagnòstic Ambiental i Estudis de l'Aigua (IDAEA). El centre compta amb una plantilla de 533 persones, entre científics i personal de suport, i el seu director és el professor Joan O. Grimalt.
L'Institut de Química Avançada de Catalunya (IQAC) porta a terme recerca d'excel·lència en ciències químiques bàsiques, dirigida a resoldre problemes específics utilitzant eines de la química biològica, el reconeixement molecular, la química teòrica, la nanotecnologia química i biomolecular i la química sostenible. La transferència de coneixement i tecnologia a el sector privat és un dels objectius estratègics de l'IQAC.
Per la seva banda, l'Institut de Diagnòstic Ambiental i Estudis de l'Aigua (IDAEA) té com a objectiu estudiar els canvis naturals i l'impacte humà en els ecosistemes, especialment aquells canvis que suposen toxicitat en els éssers vius. Així, mitjançant tècniques químiques i geoquímica, els científics fan estudis per controlar i assegurar la qualitat de l'aigua i de l'aire, i investigar els efectes de la contaminació difusa sobre els organismes del medi natural i els humans.